# Trastorn per afartament
El trastorn per afartament és un trastorn de comportament alimentari (TCA) en el que la persona (menjador/a compulsiu/-va) que el pateix presenta períodes de voracitat coincidint amb moments d'estrès o ansietat, però sense que, com ocorre amb la bulímia, que és més greu, realitzi conductes compensatòries purgatives. Amb freqüència fan permanentment una dieta d'aprimament. El problema principal del trastorn d'afartament és que pot evolucionar a altres tipus de TCA amb més repercussions per a la salut. Aquest trastorn va ser descrit per primera vegada pel psiquiatre Albert Stunkard en 1959.
De vegades pot anar lligat a un estat depressiu, el moment destinat a menjar compulsivament pot ser un mecanisme d'evitació o de por a enfrontar-se a allò que provoca ansietat o tristesa. També pot passar que, al començament, la persona confongui la sensació de buidor personal i tristesa amb la gana, i inconscientment intenti omplir l'estómac amb aliments per a pal·liar aquest estat mental.
La persona menjadora compulsiva té un seguit de "crisis" al llarg del dia que es caracteritzen pel fet de deglutir d'una manera compulsiva, sense assaborir ni gairebé adonar-se, però sobretot sense poder parar i a una gran velocitat, enormes quantitats de menjar, objectivament molt superiors a les que la majoria de persones són capaces de menjar en el mateix interval de temps. Aquestes crisis són curtes, mai no duren més de dues hores. En acabat, la persona s'adona del que ha fet i se sent frustrada per no sentir-se capaç de controlar el seu propi cos, preocupada per les conseqüències (engreixar, por de no poder-se controlar per a altres coses, etc.) i molt culpable, amb la idea molt forta que ha fet una cosa horrible. De vegades sent fàstic de si mateixa i sol tenir una autopercepció de menyspreu i elevada lletjor física, personal i moral.
Els sentiments provocats per les crisis eleven la seva ansietat, cosa que la fa caure amb més facilitat, en un moment o altre, a una següent crisi. També solen intentar compensar saltant-se àpats, o fent dietes hipocalòriques o amb productes frescos o que els semblen més sans. Aquestes dietes, gairebé mai seguides per un professional, també els creen un major estat d'estrès i ansietat i acaba per provocar crisis. En canvi, un menjador compulsiu no es provoca vòmits ni es fa purgues, en cas que ho faci ja es tracta d'una persona bulímica.